# Banyuasri
Banyuasri is een bestuurslaag in het regentschap Buleleng van de provincie Bali, Indonesië. Banyuasri telt 8338 inwoners (volkstelling 2010).